# لحمر (تامست)
قصر لحمر هو مقر بلدية تامست التابعة لدائرة فنوغيل بولاية أدرار جنوب غرب الجزائر، يقدر عدد سكانه بحوالي 1300 نسمة.
هو اسم عربي وحديث وجاءت التسمية على اغلب الشكوك لتربتها الطينية الحمراء (الأحمر)

## الموقع
يحد قصر لحمر من الشمال قصر تامالت، من الشرق والغرب الحمادة ومن الجنوب الشرقي قصر تيطاف ومن الجنوب قصر إكيس.

## الفلاحة
يعمل أغلب سكان قصر لحمر في الفلاحة التي يغلب عليها غرس النخيل ويستعمل السكان تقنية الفقارة لتوفير المياه للسقي، نجد بلحمر ستة فقارات هي:

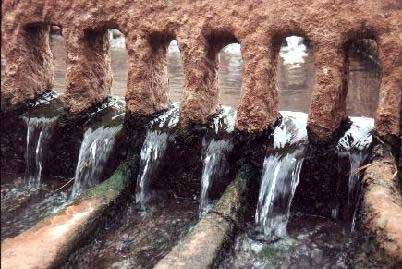
قصري لتقسيم ماء الفقارة

| اسم الفقارة | عدد الآبار |
| ----------- | ---------- |
| آيت يوسف    | 300        |
| عطوامن      | 250        |
| سبخة        | 300        |
| تقرافت      | 300        |
| المعطل      | ؟          |
| الزاوية     | ؟          |

## الأعلام
1. سيدي مولاي الحسان: هو أحد أعلام قصر لحمر وأوليائه، وتقام له زيارة سنوية.[1]